# Jair Rodrigues

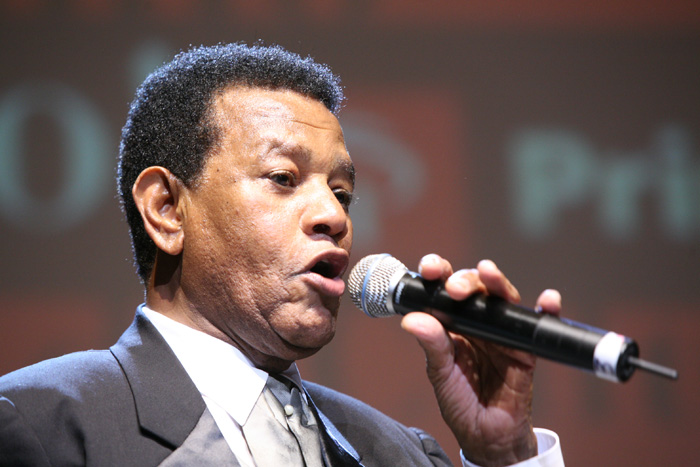
Jair Rodrigues (BRAVO! Prime de Cultura, 2009)

Jair Rodrigues de Oliveira (* 6. Februar 1939 in Igarapava; † 8. Mai 2014 in Cotia) war ein brasilianischer Sänger, der einer der bekanntesten und erfolgreichsten Interpreten der Samba der 1960er und 1970er Jahre war.

## Leben und Wirken
Rodrigues wuchs zunächst in Nova Europa auf; ab 1954 lebte er in São Carlos, wo er bald seine musikalische Karriere als Crooner begann und 1958 in einer Radioshow auftrat. Dann zog er nach São Paulo, wo er in einer Castingshow von Rádio Cultura bekannt wurde. 1962 entstand mit „Marechal da Vitória“ eine erste Aufnahme; im Folgejahr entstand seine Debüt-LP, O samba como ele é. 1964 hatte er mit  „Deixa Isso Pra Lá“ einen ersten Hit. In der Show von Elis Regina im Teatro Paramount ersetzte er 1965 Baden Powell; in der Folge entstanden drei gemeinsame Live-Alben (Dois na Bossa) für Philips. Aufgrund des Erfolgs dieser Aufnahmen wurden Regina und Rodrigues im selben Jahr in die Fernseh-Show O Fino da Bossa eingeladen. Mit dem Song „Disparada“ (von Geraldo Vandré und Théo de Barros) gewann er 1966 das Festival da Música Popular Brasileira. Im selben Jahre nahm er seinen Hit „Tristeza“ (Niltinho/Haroldo Lobo) auf. 1967 ging er mit Regina und dem Zimbo Trio auf internationale Tournee. In den Folgejahren hatte er weitere Hits mit „Triste Madrugada“ (Jorge Costa), „Casa de Bamba“ (Martinho da Vila), „Tengo-Tengo“ (Zuzuca) und „Vai, meu samba.“ Rodrigues trat auch auf internationalen Festivals wie der MIDEM (in Cannes), dem Montreux Jazz Festival und dem Sanremo-Festival auf. 
Rodrigues ist der Vater der Musiker Luciana Mello und Jair Oliveira.

Elis Regina und Jair Rodrigues (1972)

## Diskographie
- Vou de samba com você (1964)
- O samba como ele é (1964)
- Elis Regina e Jair Rodrigues Dois na Bossa  (1965)
- O sorriso do Jair (1966)
- Elis Regina e Jair Rodrigues Dois na Bossa nº 2 (1966)
- Elis Regina e Jair Rodrigues Dois na Bossa nº 3 (1967)
- Jair (1967)
- Menino rei da alegria (1968)
- Jair de todos os sambas (1969)
- Jair de todos os sambas nº 2 (1969)
- Talento e bossa de Jair Rodrigues (1970)
- É isso aí (1971)
- Festa para um rei negro (1971)
- Com a corda toda (1972)
- Orgulho de um sambista (1973)
- Abra um sorriso novamente (1974)
- Jair Rodrigues dez anos depois (1974)
- Ao vivo no Olympia de Paris (1975)
- Eu sou o samba (1975)
- Minha hora e vez (1976)
- Estou com o samba e não abro (1977)
- Pisei chão (1978)
- Antologia da seresta (1979)
- Couro comendo (1979)
- Estou lhe devendo um sorriso (1980)
- Antologia da seresta nº 2 (1981)
- Alegria de um povo (1981)
- Jair Rodrigues de Oliveira (1982)
- Carinhoso (1983)
- Luzes do prazer (1984)
- Jair Rodrigues (1985)
- Jair Rodrigues (1988)
- Lamento sertanejo (1991)
- Viva meu samba (1994)
- Eu sou… Jair Rodrigues (1996)
- De todas as bossas (1998)
- 500 anos de folia – 100% ao vivo (1999)
- 500 anos de folia vol. 2 (2000)
- Intérprete (2002)
- A nova bossa (2004)
- Alma negra (2005)
- Programa Ensaio – Brasil 1991 (CD & DVD, 2006)
- Festa Para Um Rei Negro (CD & DVD, 2009)
- Samba mesmo vol. 1 (2014)
- Samba mesmo vol. 2 (2014)